# Rock 'n Rolling Stones
Rock 'n Rolling Stones è un album raccolta dei Rolling Stones, pubblicato in Inghilterra, post-contratto, dalla casa discografica Decca Records nel giugno 1972.
Contiene tutti brani già editi.

## Tracce
1. Route 66
2. The Under Assistant West Coast Promotion Man
3. Come On
4. Talkin' About You
5. Bye Bye Johnny
6. Down the Road Apiece
7. I Just Wanna Make Love to You
8. Everybody Needs Somebody to Love
9. Oh! Baby
10. 19th Nervous Breakdown
11. Little Queenie
12. Carol